# Биті є. Гоцик
«Биті є. Гоцик»  — роман української письменниці Люко Дашвар 2012 року. Третя книга трилогії «Биті Є».

## Анотація книги
Гоцик точно знав — Люба померла. Та хлопець вірив, що варто лише захотіти, і він зможе все. Пошуки сенсу життя і матері, яка батрачила десь в Іспанії, привели його до чужої країни.
Дивний хлопець Ілія став його супутником в мандрах: підступним другом і вірним ворогом. З його допомогою Гоцик заволодів казковим скарбом і чарівною дівчиною.
Хлопцеві доведеться витримати жорстоке випробування його людської гідності, дружби та кохання. Чи зможе Гоцик встояти перед спокусами?

## Відео
- Люко Дашвар у Тернополі в книгарні Є презентувала «Биті є. Макс» [Архівовано 25 вересня 2016 у Wayback Machine.]

## Видання
- 2012 рік — видавництво Книжковий клуб «Клуб сімейного дозвілля».